# Gassimou Sylla
Gassimou Sylla (10 augustus 2008) is een Belgisch voetballer van Guinese afkomst die onder contract ligt bij RSC Anderlecht.

## Clubcarrière
Sylla werd geboren in Guinee, maar verhuisde als kind naar België. Op jonge leeftijd ruilde hij de jeugdopleiding van RSD Jette voor die van RSC Anderlecht, waar hij eerst aansloot bij de Heizelploeg en vervolgens overstapte naar Neerpede. In de zomer van 2024 ondertekende hij z'n eerste profcontract bij Anderlecht, dat hem tot medio 2026 aan de club verbond.
Op 16 augustus 2024 maakte hij z'n profdebuut in het shirt van de RSCA Futures, het beloftenelftal van Anderlecht dat uitkomt in Eerste klasse B: op de openingsspeeldag van de Challenger Pro League mocht hij tegen KMSK Deinze in de 67e minuut invallen voor Robbie Ure. Sylla scoorde twaalf minuten later de 1-3-aansluitingstreffer, die weliswaar niet kon vermijden dat de RSCA Futures uiteindelijk de boot ingingen. Op 24 augustus scoorde hij op de tweede competitiespeeldag zijn tweede doelpunt – opnieuw als invaller –, ditmaal in de 3-1-nederlaag bij Patro Eisden Maasmechelen. Nog eens een week later, op 31 augustus 2024, kreeg hij in de thuiswedstrijd tegen RAAL La Louvière (1-2-nederlaag) zijn eerste basisplaats in Eerste klasse B.

## Clubstatistieken
| Seizoen         | Club            | Land            | Competitie      | Competitie | Competitie | Beker | Beker | Supercup | Supercup | Europees | Europees | Totaal | Totaal |
| Seizoen         | Club            | Land            | Competitie      | Wed.       | Dlp.       | Wed.  | Dlp.  | Wed.     | Dlp.     | Wed.     | Dlp.     | Wed.   | Dlp.   |
| --------------- | --------------- | --------------- | --------------- | ---------- | ---------- | ----- | ----- | -------- | -------- | -------- | -------- | ------ | ------ |
| 2024/25         | RSCA Futures    | Vlag van België | Eerste klasse B | 7          | 2          | —     | —     | —        | —        | —        | —        | 7      | 2      |
| Carrière totaal | Carrière totaal | Carrière totaal | Carrière totaal | 7          | 2          | 0     | 0     | 0        | 0        | 0        | 0        | 7      | 2      |

Bijgewerkt op 23 oktober 2024.
33 Vercauteren ·
34 Bouchouari ·
48 Montegnies ·
50 Barry ·
51 Baouf ·
52 Nicaise ·
53 Colassin ·
59 Vergeylen ·
62 Goto ·
63 Vanhoutte ·
64 Masscho ·
65 Engwanda ·
66 Haentjens ·
67 Moutha-Sebtaoui ·
68 Monticelli ·
69 Ure ·
71 Engwanda ·
73 Lapage ·
74 De Cat ·
77 Mendel-Idowu ·
78 Tajaouart ·
79 Maamar ·
80 Decorte ·
81 Diallo ·
83 Degreef ·
Coach: Coen